# Brookton Shire
Koordinaten: 32° 22′ S, 117° 0′ O

Das Shire of Brookton ist ein lokales Verwaltungsgebiet (LGA) im australischen Bundesstaat Western Australia. Das Gebiet ist 1602 km² groß und hat 975 Einwohner (2016).
Brookton liegt im westaustralischen "Weizengürtel" etwa 120 Kilometer östlich der Hauptstadt Perth. Der Sitz des Shire Councils befindet sich in der Ortschaft Brookton, in der etwa 586 Einwohner leben (2016).

## Verwaltung
Der Brookton Council hat sieben Mitglieder. Sie werden von allen Bewohnern des Shires gewählt. Brookton ist nicht in Bezirke unterteilt. Aus dem Kreis der Councillor rekrutiert sich auch der Ratsvorsitzende und Präsident des Shires.